# آن باريلود
آن باريلود (بالفرنسية: Anne Parillaud)‏ هي ممثلة فرنسية، ولدت في 6 مايو 1960 بباريس في فرنسا.

## أعمال

### أفلام
- (1998) الرجل ذو القناع الحديدي[7][8]
- (2012) فضل الليل على النهار

## ترشيحات
- جائزة سيزار لأفضل ممثلة (1991)

## وصلات خارجية
- آن باريلود على موقع IMDb (الإنجليزية)
- آن باريلود على موقع ميتاكريتيك (الإنجليزية)
- آن باريلود على موقع روتن توميتوز (الإنجليزية)
- آن باريلود على موقع قاعدة بيانات الأفلام العربية
- آن باريلود على موقع ألو سيني (الفرنسية)
- آن باريلود على موقع ميوزك برينز (الإنجليزية)
- آن باريلود على موقع أول موفي (الإنجليزية)
- آن باريلود على موقع قاعدة بيانات الأفلام السويدية (السويدية)
- آن باريلود على موقع إن إن دي بي (الإنجليزية)
- آن باريلود على موقع ديسكوغز (الإنجليزية)